# Yasuhiro Kobayashi
Yasuhiro Kobayashi (em japonês: 小林 靖宏; 29 de abril de 1959), mais conhecido pelo nome artístico Coba, é um premiado acordeonista e compositor musical japonês.
Coba cria sua própria música e faz arranjos para composições famosas. Segundo o próprio, sua música não pertence a nenhum gênero musical. Seu nome é creditado em álbuns de vários artistas, como Björk, Depapepe, Goldie, 808 State, Underworld, Plaid e Howie B.

## Carreira
Kobayashi nasceu em Nagano, Japão, em 1959. Ele começou a tocar acordeão aos nove anos de idade. Quando atingiu a maioridade, foi para a Itália estudar no departamento de acordeão da escola de música Fancelli-Boschello em Mirano, na província de Veneza, sob a orientação do maestro Elio Boschello.
Em abril de 1979 venceu no Japão uma competição de acordeão e outra na Itália em setembro daquele ano. Em 1980 foi reconhecido como o melhor acordeonista vivo da Áustria.
Kobayashi então criou sua própria música, fazendo arranjos de composições famosas.
Em 1996, Nova Magazine mencionou seu Roots como Melhor Álbum. Em 2001, o Prêmio da Academia Japonesa proclamou o Melhor Compositor do Ano.
Em 2002 ele criou a trilha sonora do jogo Pokémon.
Em 2006 foi agraciado com o prêmio Voz de Ouro e acordeonista mais ativo do mundo.
No dia 7 de outubro de 2017, Roberto Ascani, autarca do Município de Castelfidardo, conferiu-lhe a cidadania honorária "pelos elevados méritos no domínio artístico e pelo trabalho de divulgação e promoção do acordeão, também conhecido como instrumento de cana".

## Discografia
- 2012 - MONDO coba
- 2009 - mania coba complete
- 2008 - Elecute
- 2008 - A man fallen into the void
- 2006 - Boy
- 2006 - super mania coba
- 2005 - Dear modestman
- 2004 - mania coba 3
- 2003 - Oshare Kankei
- 2003 - ricetta del destino (A fateful recipe)
- 2002 - my jabara way
- 2001 - Paolino
- 2000 - chanter coba
- 2000 - Tenshi wa sora kara futte kuru (Angel will seek you from heaven)
- 2000 - HEAL UP! MONSOON
- 2000 - Legend Man!
- 1999 - Seiki wo koete (Beyond the century)
- 1999 - NINO ROTA 1999
- 1999 - Kimi to ita mirai no tameni ~I'll be back~（For the future I was with you）
- 1999 - mania coba 2
- 1998 - CONSCIOUS NEGA
- 1998 - CONSCIOUS POSI
- 1997 - sweet poison
- 1996 - techno cabaret remix
- 1996 - techno cabaret
- 1995 - ROOTS?
- 1994 - mania COBA
- 1994 - Surfin' Music*
- 1993 - 33GIRI
- 1993 - Kaze no navigatore (The wind is a avigatore)
- 1992 - Yuki no attrice (The snow is an attrice)
- 1992 - Taiyo no postino (The sun is a postino)
- 1991 - Sicilia no tsuki no shitade (Under the moon in Sicilly)

### DVD
- 2007 - coba groovy accordion night your 2006 in Europe
- 2004 - Live coba 2001-2003

### Trilhas sonoras
- 2013 - Stairway of Clouds Original Soundtracks

## Prêmios e honrarias
- 1979 - Vencedor do "Alassio International accordion competition"
- 1980 - Vencedor do "30th C.M.A world accordion competition", tornando-se, assim, o primeiro asiático a conquistar esse prêmio.
- 1992 - Seu álbum "Under The Moon in Sicily" conquistou o prêmio "Nihon record taisho".
- 1996 - Seu álbum "ROOTS?" foi eleito o 'album of the year' pela estação de rádio francesa Radio Nova.
- 1997 - Congratulado como cidadão honorario da cidade de Milão, Itália.
- 2001 - Recebeu o prêmio 'Outstanding Achievement in Music' (Japan Academy) pela composição da trilha-sonora do filme "Kao/Face", dirigido por Junji Sakamoto.
- 2006 - Recebeu o prêmio "Voce d'oro" na Italy[5]